# Ralf Hirsch
Ralf Hirsch (* 25. Juli 1960 in Berlin) ist ein ehemaliger Bürgerrechtler in der DDR. Er war Mitgründer der Initiative Frieden und Menschenrechte (IFM) in Berlin und einer ihrer Sprecher.

## Leben
Ralf Hirsch – aufgewachsen in Ost-Berlin – fiel mit 15 Jahren erstmals politisch auf. Er schrieb mit vier Mitschülern einen Brief an die Schuldirektorin, in dem sie ihr mitteilten, dass sie nicht länger an einer FDJ-Woche teilnehmen wollten, worauf sie gemaßregelt wurden. Hirsch ließ sich nicht maßregeln, sondern trat stattdessen 1975 aus der FDJ aus.
Er kam in Kontakt zur kirchlichen Jugendarbeit und engagierte sich dort. Der Bezirksrat Berlin-Friedrichshain verfügte 1977 wegen „fehlgeleiteter politischer Anschauungen“ die Einweisung in den Jugendwerkhof im Neuen Jagdschloss Hummelshain. Doch auch dort wollte sich Ralf Hirsch nicht widerspruchslos beugen. Zur Strafe wurde er in den Geschlossenen Jugendwerkhof Torgau eingesperrt.
In Torgau absolvierte er eine Berufsausbildung als Schlosser. Nach seiner Entlassung 1978 musste er sich zunächst für die Dauer von drei Jahren regelmäßig bei Volkspolizei und Abteilung Inneres melden und erhielt Umgangs- und Reiseverbote. Hirsch bekam eine Arbeit als Schlosser in einem Transformatorenwerk zugewiesen, er erhielt keinen richtigen Personalausweis, sondern nur den Behelfsausweis PM 12. Dieses Dokument verriet jedem Volkspolizisten und Behördenvertreter, dass sein Inhaber unter behördlichen Auflagen steht.
Hirsch engagierte sich trotzdem wieder in der kirchlichen Jugendarbeit und war ab 1980 auch verantwortlich für die praktische Organisation der Blues-Messen, die von Pfarrer Rainer Eppelmann initiiert wurden. Die Blues-Messen gehörten zu den wichtigsten Orten des Jugendprotests. Wer an ihrer Organisation mitwirkte, betrieb aktive Opposition zum Regime.
Auch in der Anfang der achtziger Jahre aufkommenden unabhängigen Friedensbewegung in der DDR – ebenfalls ein Zweig der entstehenden Oppositionsszene dieser Zeit – war Hirsch aktiv. Er gehörte u. a. zu den entscheidenden Personen im Friedenskreis der Samaritergemeinde.
Im Januar 1982 unterschrieb er als einer der Ersten den Berliner Appell nach dessen Veröffentlichung. Der Aufruf, den der damals berühmteste DDR-Regimekritiker Robert Havemann gemeinsam mit Rainer Eppelmann verfasst hatte, war ein Politikum. Der Appell wurde im Westen bekannt und populär, und so entschied sich die SED-Führung, Eppelmann nach Festnahme und langem Verhör wieder gehen zu lassen.
Durch die Einberufung zur NVA wurde Ralf Hirsch, der den Waffendienst verweigerte, im November 1982 als Bausoldat aus der Öffentlichkeit genommen und kam nach Prora auf Rügen, wo die DDR im benachbarten Sassnitz-Mukran einen neuen Hafen für eine Güterfähre in die Sowjetunion bauen ließ, um das unsichere Polen zur Not umgehen zu können.
Hirsch organisierte den Protest der Proraer Bausoldaten – beispielsweise schrieben sie einen Offenen Brief an Verteidigungsminister Heinz Keßler – und landete wiederholt im Arrest. Seine Informationen über die Situation der Bausoldaten in Prora wurden in einem damals aufsehenerregenden Bericht im Stern veröffentlicht.
Nach Ende der Bausoldatenzeit 1984 engagierte sich Hirsch weiter in der Opposition und gehörte zu denen, die nicht nur in Friedens- und Umweltkreisen aktiv sein, sondern auch klar als politische Opposition auftreten wollten.
1985 stellte der von ihm mitverfasste Brief zum UNO-Jahr der Jugend klare Forderungen nach Verwirklichung grundlegender Bürger- und Menschenrechte. Hirsch gehörte zur Vorbereitungsgruppe für ein Menschenrechtsseminar, das von staatlicher Seite verboten wurde, aber in die Gründung der Initiative Frieden und Menschenrechte IFM mündete. Hirsch war einer der ersten Sprecher der neu gegründeten Gruppe, die eine staats- und kirchenunabhängige Gruppe war und 1990 in das Bündnis 90 integriert wurde.
In den folgenden Jahren war er an den meisten Aktionen der IFM beteiligt und organisierte federführend ihre Pressearbeit mit westlichen Korrespondenten. Außerdem war er einer der Herausgeber der Samisdat-Zeitschrift Grenzfall. Die erste von siebzehn Ausgaben erschien 1986 in Ost-Berlin.
Im gleichen Jahr erarbeiteten zwei Stasi-Offiziere aus Eigeninitiative einen konkreten Mordplan gegen Hirsch, der als OV Blauvogel geführt wurde. In einer kalten Winternacht sollte ihm so viel Alkohol eingeflößt werden, dass man ihn hätte im Freien erfrieren lassen können, um es wie einen Unfall aussehen zu lassen. Auf Hirsch war auch die inoffizielle Mitarbeiterin der Staatssicherheit Monika Haeger (IMB Karin Lenz) angesetzt.
Am 25. Januar 1988 wurde Ralf Hirsch in einer von mehreren Verhaftungsaktionen dieser Tage mit anderen Oppositionellen wie Bärbel Bohley, Werner Fischer, Freya Klier, Regina und Wolfgang Templin, wegen Landesverrat in Arrest genommen und mit hohen Haftstrafen bedroht. Rechtsanwalt Wolfgang Schnur – der als IM Torsten auch für die Staatssicherheit arbeitete – informierte seine Mandanten nicht über die Solidaritätsaktionen in der Bevölkerung. Hirsch erklärte sich unter diesem Druck zu Ausreise und Ausbürgerung bereit und siedelte am 6. Februar nach West-Berlin über. Die Verhaftung- und Ausbürgerungswelle wurde zum Ausgangspunkt der friedlichen Wende in der DDR.
In West-Berlin organisierte er Unterstützung für die DDR-Oppositionellen aus dem Westen. Am 4. November 1989 versuchte Ralf Hirsch mit Wolf Biermann über den Grenzübergang Bahnhof Friedrichstraße in die DDR einzureisen. Beiden ehemaligen DDR-Bürgern wurde die Einreise verweigert. 
Beruflich begann Hirsch als Angestellter im West-Berliner Landesamt für zentrale soziale Aufgaben. 1989 wurde er Referent im Büro des Regierenden Bürgermeisters von Berlin, Walter Momper, und war dort nach dem Mauerfall zuständig für Ost-West-Kontakte. Seit Anfang der neunziger Jahre ist er in verschiedenen Funktionen in der Berliner Senatsverwaltung für Bauen, Wohnen und Stadtentwicklung tätig.
Er ist Mitglied des Fachbeirats der Bundesstiftung zur Aufarbeitung der SED-Diktatur.
1990 wurde Hirsch von der Bild am Sonntag zu Unrecht beschuldigt, inoffizieller Mitarbeiter der Staatssicherheit gewesen zu sein. Informant war ein ehemaliger Kraftfahrer des MfS. Hirsch erhielt nach einer außergerichtlichen Einigung ein Schmerzensgeld von 50.000 DM.
2006 unterzeichnete er mit 200 weiteren früheren DDR-Oppositionellen einen Brief an Klaus Wowereit, in dem sie dagegen protestierten, dass der Berliner Senat sich nicht eindeutig von den Umtrieben ehemaliger Stasi-Mitarbeiter distanzierte.